# Ermis Aradippou
L'Ermis Aradippou (grec: Ερμής Αραδίππου) és un club de futbol xipriota de la ciutat d'Aradippou.

## Història
El club va ser fundat el 1958. El seu primer ascens a primera divisió fou el 1983. Va guanyar la supercopa l'any 2014. El seu principal rival és l'altre equip ciutadà, Omonia.

## Palmarès
- Supercopa xipriota de futbol: 
  - 2014

- Segona divisió xipriota de futbol: 
  - 1982-83, 1984-85, 2008-09
- Tercera divisió xipriota de futbol: 
  - 1975-76, 1996-97, 2006-07